# Anthony Galindo
Édgar Antonio Galindo Ibarra (Caracas, 14 de diciembre de 1978 - Miami, 3 de octubre de 2020), conocido como Anthony Galindo y también como El PapiJoe, fue un cantante, modelo y animador venezolano.

## Carrera
De padre colombiano, madre venezolana y madrastra cubana, se crio con su hermana Natalie y dos hermanos Alejandro y César.
Formó parte de la última etapa de Menudo desde 1995, junto a sus compañeros Abel Talamántez, Andy Blázquez, Alexis Grullón y Didier Hernández. Menudo fue un fenómeno musical de la década de los 80 creado en 1976 por el productor puertorriqueño Edgardo Díaz y del que salieron estrellas como Ricky Martin, Johnny Lozada y Robi Draco Rosa. De acuerdo con el periódico El Universal de Venezuela, Galindo fue el segundo venezolano en integrar las filas de Menudo.
Posteriormente, en 1997, pasó a integrar el grupo de balada-pop MDO, que surgió tras la disolución de Menudo, allí lanzaron discos como Un poco más (1999) y Subir al cielo (2000). Ganaron dos discos de oro y uno de platino, y popularizaron temas tanto en inglés como en español. También formó parte de las agrupaciones Kumbia Kings y Proyecto Uno.
En 2011, bajo el sello Rhythm Rehab Records, lanzó el tema «Pro Pro Pro».
Además, se destacó por su labor como modelo en las famosas pasarelas del San Juan Fashion Week y también recibió un premio en Puerto Rico como “el hombre más sexy” de la televisión. En Estados Unidos, participó como conductor del programa de televisión Control. Llegó a colaborar con grupos musicales como Los Super Reyes, con quienes interpretó algunos temas y además escribió canciones.

## Fallecimiento
Galindo murió el sábado 3 de octubre de 2020 a las 3:43 PM a los 41 años, tras las severas complicaciones de un intento de suicidio cometido la semana anterior el 27 de septiembre. Entró en una profunda depresión a causa de los estragos provocados por la pandemia del COVID-19 en la pujante industria del arte y espectáculo, que resultaron muy afectados durante el confinamiento y cese de actividades en vivo. Sus órganos fueron donados como fue su expresa voluntad en vida.
Le sobreviven su novia Dayana Maya, su hija Elizabeth Michelle Galindo Matos, sus padres y sus hermanos.

## Discografía
Con MDO:
- MDO (1997)
- Un poco más (1999)
- Subir al cielo (2000)